# Елшан
Елшан или Елшен (грч. Καρπερή, Карпери) је насељено место у општини Доња Џумаја у периферији Средишња Македонија, Грчка. Према попису из 2021. године било је 580 становника.
Према бугарском географу и историчару, Василу Канчову, у Елшану је 1900. године живело 1.400 Словена хришћана. Током Првог светског рата већи део мештана је принудно исељен у Бугарску, због бојазни од репресалија грчких власти, тако је после рата остало 265 житеља. На њихово место је насељено 89 грчких избегличких породица, укупно 251 особа. На попису из 1928. године Елшан је имао 981 становника.